# Xcode
Xcode — интегрированная среда разработки (IDE) программного обеспечения для платформ macOS, iOS, iPadOS, tvOS, watchOS и visionOS, разработанная корпорацией Apple. Первая версия выпущена в 2003 году. Стабильные версии распространяются бесплатно через Mac App Store. Зарегистрированные разработчики также имеют доступ к бета-сборкам через сайт Apple Developer.

## Описание
Xcode включает в себя большую часть документации разработчика от Apple и Interface Builder — приложение, использующееся для создания графических интерфейсов.
Пакет Xcode включает в себя изменённую версию свободного набора компиляторов GNU Compiler Collection и поддерживает языки C, C++, Objective-C, Objective-C++, Swift, Java, AppleScript, Python и Ruby с различными моделями программирования, включая (но не ограничиваясь) Cocoa, Carbon. Сторонними разработчиками реализована поддержка GNU Pascal, Free Pascal, Ada, C#, Perl, Haskell и D. Пакет Xcode использует GDB в качестве back-end’а для своего отладчика.
В августе 2006 Apple объявила о том, что DTrace, фреймворк динамической трассировки от Sun Microsystems, выпущенный как часть OpenSolaris, будет интегрирован в Xcode под названием Xray. Позже Xray был переименован в Instruments.

## Xcode 4
С 9 марта 2011 года стала доступна новая версия Xcode 4, причём в новую версию входят наборы SDK Mac OS X 10.6 и SDK iOS 4.3. Впервые предварительный релиз Xcode 4 был показан на WWDC 2010.
В Xcode 4 был представлен новый пользовательский интерфейс: единое окно, куда встроен и Interface Builder, сам Xcode, Instruments, помощник, новая система анализа кода Debug Console с более сильным движком, облегчающая исправление ошибок и осуществляющая поиск логических проблем в коде. Программа также получила дополнительный компилятор Apple LLVM.

## Xcode 5
С 12 сентября 2013 года стала доступна новая версия Xcode 5.0. В ней изменился интерфейс и все доработки предназначены для разработки ПО с учётом особенностей новых версий ОС: iOS 7 и OS X 10.9 Mavericks.

## Xcode 6
С 3 июня 2014 года стала доступна бета-версия нового Xcode 6. В неё внесены доработки, предназначенные для разработки ПО с использованием нового наглядного языка программирования Swift, и с учётом особенностей 4000 новых программных интерфейсов API таких как: Metal, HomeKit, HealthKit и других — используемых в новых версиях ОС Apple: iOS 8 и OS X 10.10.

## Xcode 7
С 8 июня 2015 года стала доступна бета-версия нового Xcode 7.0. В основном в ней был усовершенствован инструмент Interface Builder, появилась поддержка новой версии языка программирования Swift и SDK для новых ОС Apple: OS X 10.11, iOS 9 и watchOS 2.

## Xcode 8
С 12 сентября 2016 года стала доступна версия нового Xcode 8. В ней появился обновлённый и расширенный дебаггер, поддержка третьей версии языка программирования Swift 3 и SDK для новых ОС Apple: iOS 10, macOS Sierra 10.12, watchOS 3.0 и tvOS 10.0.

## Xcode 9
С 19 сентября 2017 года стала доступна версия нового Xcode 9. В ней добавлена возможность отладки в беспроводном режиме, появилась поддержка новой версии языка программирования Swift 4 и SDK для новых ОС Apple: iOS 11, macOS High Sierra 10.13 и watchOS 4. Так же в этой версии появилась поддержка обновлённого графического движка для «почти прямой» работы с GPU — Metal 2 и впервые появились такие новые фреймворки как: ARKit — для использования дополненной реальности и Core ML — для машинного обучения и построения нейронных сетей.

## Xcode 10
4 июня 2018 года на WWDC 2018 была представлена бета-версия нового Xcode 10. В новой версии реализована поддержка тёмной темы новой ОС macOS Mojave, поддержка кастомных наборов Instruments, улучшенный Interface Builder — на 40 % быстрее открытие документов и на 30 % быстрее работа, в нём плавающее новое окно Library, которое вместо Inspector начнёт представлять свойства объектов, появился новый NSGridView, который может упорядочивать View в таблицах, как в Numbers, также появился улучшенный редактор кода, поддержка Bitbucket Cloud, Bitbucket Server и GitLab, улучшенный дебаггер, новые возможности автоматического тестирования, новый сборщик, использующий на 20 % меньше памяти, и в два раза уменьшающий время повторных сборок. Кроме того появились API для компьютерного зрения — обнаружение объектов, определение лиц, штрих-кодов; API для обработки языка — смысл предложений, выделение названий и т. п.; Core ML 2 — более быстрый и настраиваемый фреймворк для использования машинного обучения и нейронных сетей; Create ML — фреймворк для тренировки нейронных сетей, значительно уменьшающий модели и упрощающий их создание; ARKit 2 — новая версия фреймворка дополненной реальности.

## Xcode 11
3 июня 2019 года на WWDC 2019 была представлена бета-версия нового Xcode 11. Появилась поддержка портирования специализированных приложений созданных для интернет-планшета iPad на настольную macOS. Были доработаны и усовершенствованны функции основных API, например такие как: фреймворки для машинного обучения Core ML 3 и Create ML, фреймворк для работы с GPU Metal и другие. Для разработчиков дополненной реальности появились: новое приложение Reality Composer и новый высокоуровневый фреймворк RealityKit, а также новая версия фреймворка ARKit 3. Появился совершенно новый API FileProvider для провайдеров облачных хранилищ, для высокопроизводительного способа бесшовной интеграции с Finder без расширения ядра и для повышения безопасности.

## Xcode 12
22 июня 2020 года на WWDC 2020 была представлена бета-версия нового Xcode 12. В новой версии появилась поддержка всех функций и интерфейсов новой ОС macOS Big Sur. В частности ещё более бесшовное портирование приложений созданных для планшетов iPad и смартфонов iPhone на настольную ОС. Появилась поддержка разработки Mac-приложений для ноутбуков и настольных компьютеров на новых ARM-процессорах серии Apple silicon.

## Xcode 13
В июне 2021 года на WWDC 2021 была представлена бета-версия нового Xcode 13.

## Xcode 14
В июне 2022 года на WWDC 2022 была представлена бета-версия нового Xcode 14. В частности в этой версии Xcode появился фреймворк для работы с GPU при поддержке новой версии технологии Metal 3, реализованной в Apple iOS 16.

## Xcode 15
Xcode 15 был представлен в июне 2023 года на WWDC 2023.

## Xcode 16
Xcode 16 был представлен в июне 2024 года на WWDC 2024.

## Xcode 26
Xcode 26 был представлен в июне 2025 года на WWDC 2025. В Xcode 26 по умолчанию интегрирован чат-бот c искусственным интеллектом ChatGPT. Разработчики могут использовать его для написания и редактирования кода, поиска ошибок и составления документации. ChatGPT доступен в Xcode бесплатно, но при подключении аккаунта OpenAI можно увеличить лимиты и получить доступ к самым мощным моделям (при наличии подписки). Также разработчики могут добавить в Xcode другие ИИ, например Claude (от Anthropic), и подключить локальные модели, работающие на их собственных компьютерах. Так же в этой версии Xcode появились инструменты для новой версии API работающего с GPU при поддержке новой технологии Metal 4, который должен усилить игровой потенциал Mac на чипах Apple Silicon.
Версия 1.x
- 1.0 (осень 2003)
- 1.5

Версия 2.x
- 2.0
- 2.1
- 2.5

Версия 3.xx
- 3.0
- 3.1
- 3.2
- 3.2.6

Версия 4.xx
- 4.0 (9 марта 2011 года)
- 4.1 (20 июля 2011 года; только для Mac OS X 10.6, 29 августа 2011 года для Mac OS X 10.7)
- 4.2 (12 октября 2011 года)
- 4.3 (7 марта 2012 года)
- 4.3.2 (22 марта 2012 года)
- 4.3.3 (май 2012 года)
- 4.4 (25 июля 2012 года)
- 4.4.1 (7 августа 2012 года)
- 4.5 (19 сентября 2012 года)
- 4.5.1 (3 октября 2012 года)

Версия 5.xx
- 5.0 (12 сентября 2013 года)
- 5.0.1 (4 октября 2013 года)
- 5.0.2 (11 ноября 2013 года)
- 5.1 (10 марта 2014 года)

Версия 6.xx
- 6.0 (9 сентября 2014 года)
- 6.1.1 (2 декабря 2014 года)
- 6.3.1 (19 апреля 2015 года)
- 6.3.2 (18 мая 2015 года)
- 6.4 (30 июня 2015 года)

Версия 7.xx
- 7.0 (16 сентября 2015 года)
- 7.1 (21 октября 2015 года)
- 7.1.1 (9 ноября 2015 года)
- 7.2 (8 декабря 2015 года)

Версия 8.xx
- 8.0 (12 сентября 2016 года)
- 8.1 (27 октября 2016 года)
- 8.2 (12 декабря 2016 года)
- 8.3 (27 марта 2017 года)
- 8.3.1 (6 апреля 2017 года)
- 8.3.2 (18 апреля 2017 года)
- 8.3.3 (5 июня 2017 года)

Версия 9.xx
- 9.0 (19 сентября 2017 года)
- 9.0.1 (17 октября 2017 года)

Версия 10.xx
Версия 11.xx
Версия 12.xx
Версия 13.xx
Версия 14.xx
Версия 15.xx
Версия 16.xx
- 16.0 (сентябрь 2024 года)
- 16.1
- 16.2
- 16.3
- 16.4 (27 мая 2025)

Версия 26.xx